# Kleopátra (keresztnév)
A Kleopátra (Κλεοπάτρα) görög eredetű női név, jelentése: az apa dicsősége vagy híres apa lánya.

## Híres Kleopátrák
Egyiptomi királynők
- I. Kleopátra
- II. Kleopátra
- III. Kleopátra
- IV. Kleopátra
- V. Kleopátra
- VI. Kleopátra
- VII. Kleopátra
- III. Bereniké egyiptomi királynő, más néven Kleopátra Bereniké

Egyiptomi hercegnők
- Kleopátra Thea szeleukida királyné, VI. Ptolemaiosz és II. Kleopátra egyiptomi uralkodók lánya
- Kleopátra Szeléné szír királynő, VIII. Ptolemaiosz és III. Kleopátra egyiptomi uralkodók lánya
- Kleopátra Szeléné mauretániai királyné, Marcus Antonius és VII. Kleopátra egyiptomi királynő lánya

Más országok királynéi, hercegnői
- Kleopátra Eurüdiké makedón királyné, II. Philipposz makedón király felesége
- Kleopátra epiruszi királyné, II. Philipposz makedón király lánya, Nagy Sándor húga
- Kleopátra pontoszi hercegnő, II. Tigranész örmény király felesége
- Kleopátra jeruzsálemi királyné, I. Heródes zsidó király felesége

További híres Kleopátrák
- Szent Kleopátra
- Kleopátra, alkimista
- Kleopátra, orvos

Mitológiai alakok
- Kleopátra(wd) görög mitológiai alak, Boreasz lánya
- Kleopátra(wd) görög mitológiai alak, Danaosz és Polüxó lánya
- Kleopátra(wd) görög mitológiai alak, Danaosz és Atlanteia (vagy Phoibé) lánya
- Kleopátra(wd) görög mitológiai alak, Idasz lánya

## Egyéb Kleopátrák
- 216 Kleopatra

## Magyarországon
A Kleopátra Magyarországon is anyakönyvezhető női név. Az 1990-es években szórványos név, a 2000-es években nem szerepel a 100 leggyakoribb női név között. Névnapjai: augusztus 1., október 20.